# 維克托·卡塞雷斯
維克托·卡塞雷斯（西班牙語：Víctor Cáceres；1985年3月25日—）是一位巴拉圭足球運動員。在場上的位置是防守型中場。他現在效力於卡塔爾星級足球聯賽球隊赖扬。他也代表巴拉圭國家足球隊參賽。

## 外部連結
- footballzz.co.uk[永久]
- Profile at BDFA （页面存档备份，存于）
- 維克托·卡塞雷斯在 National-Football-Teams.com 上的出场纪录